# Dynamite Headdy
Pour les articles homonymes, voir Dynamite (homonymie).
Dynamite Headdy (ダイナマイト ヘッディー, en japonais) est un jeu vidéo de plates-formes développé par Treasure et édité par Sega, sorti en 1994 sur Mega Drive, Master System et Game Gear.
Un portage a également été prévu sur Sega 32X mais a été annulé en raison de manque de popularité de cette extension. Le jeu est également disponible depuis le 30 juillet 2007 sur la Console virtuelle de la Wii.

## Histoire
Le rideau se lève sur le spectacle de marionnettes du "Treasure Theater". La grande vedette est Dynamite Headdy, le héros à la tête froide. Dans les coulisses, l'atmosphère est lourde et menaçante. Trouble Bruin (Maruyama en version japonaise), le rival de Headdy, cherche à tout prix à devenir la star du spectacle. S'il ne peut y parvenir en gagnant le cœur du public, il le fera en éliminant Headdy. Et ce n'est pas tout ! La marionnette maléfique Dark Demon, auprès de qui Trouble Bruin semble un ange, rêve de dominer le monde et transformer ses habitants en petits êtres maléfiques. Plus terrifiants encore sont les Key Masters, la garde personnelle de Dark Demon.
Headdy se rend à North Town et constate que le Roi Dark Demon mène une attaque sur cette ville de marionnettes et décide qui parmi les paisibles jouets doit vivre ou devenir un de ses serviteurs. Headdy est capturé, puis n'ayant pas été choisi pour servir Dark Demon est emmené pour être incinéré. Mais, Headdy échappe aux griffes des gardes de Dark Demon décide de vaincre le maléfique roi.
Cependant, la route est semée d'embuches. D'une part le théâtre des marionnettes est envahi par les troupes de Dark Demon, et d'autre part pour atteindre le château du seigneur du mal, Headdy devra vaincre les Keymasters (en français Maitres des Clés). Headdy est également traqué par Trouble Bruin, prêt à tout pour se débarrasser de lui.

## Système de jeu
Le jeu se présente comme une succession de scènes et d'actes, comme Sonic the Hedgehog, la fin de presque tous les actes est marquée par un combat contre un boss (soit un Keymaster, soit Trouble Bruin). Headdy a le pouvoir de lancer sa tête dans huit directions: haut, bas, gauche, droite, ainsi que les quatre diagonales. Il s'en sert pour blesser ou détruire ses ennemis.
Sa tête peut également s'accrocher à "Hangman" (traduit en français dans le manuel par "pendule") pour être attiré dans sa direction, comme s'ils étaient reliés par un élastique. Headdy peut également échanger sa tête avec une tête spéciale s'il attaque une "Headcase" (traduit en français dans le manuel par "cassette"). Suivant le symbole qui s'y trouve, Headdy aura une tête différente, avec des pouvoirs différents.
On peut trouver dispersés à travers les niveaux des Points Bonus Secrets (Secret Bonus Points) qui peuvent être obtenus en faisant certaines actions ou en vainquant un ennemi hors de portée. Ils servent seulement à augmenter le score.

### Items
- Bonbon - Restaure la vitalité de Headdy (représentée par la couleur du projecteur 'H' en haut à gauche de l'écran).
- 500 - Rapporte un bonus de 500 points.
- 1-Up - Rapporte une vie supplémentaire.
- T's - Récupérés après la défaite d'un Keymaster, en ramasser un certain nombre rapporte un continue.

### Têtes
- Tête triplée - Divise l'attaque de Headdy dans 3 directions.
- Tête de marteau - Augmente la puissance d'attaque de Headdy, et permet de briser les blocs marqués du même symbole (un marteau).
- Tête de cochon - Permet de tirer des étoiles par le nez pour blesser les ennemis.
- Tête de charge - Tire automatiquement du feu dans toutes les directions.
- Tête protectrice - Entoure Headdy d'un bouclier qui blesse les ennemis.
- Tête à crampons - Se plante dans les murs, permettant à Headdy de les escalader.
- Tête creuse - Rend Headdy invulnérables à toutes les attaques, mais pas aux chutes dans le vide.
- Super-Tête - Permet à Headdy de se déplacer plus vite, de sauter plus haut et d'attaquer plus loin.
- Tête Dormeuse - Headdy s'endort et régénère sa vie jusqu'au maximum ou jusqu'à ce qu'un ennemi le réveille.
- Tête d'épingle - Rétrécit Headdy lui donnant accès à de nouvelles zones. Cette tête ne peut être annulée, et n'a pas de limite dans le temps.
- Tête Molotov - Détruit tous les ennemis à l'écran. Blesse Headdy si elle explose avant d'avoir été lancée.
- Tête aspirante - Aspire et avale tous les ennemis et bonus à l'écran.
- Tête tic-tac - Arrête momentanément le temps.
- Tête de liberté - Permet d'accéder à un niveau bonus.
- Grosse tête - Headdy ne peut ni se déplacer, ni attaquer pendant une certaine période. Cette tête ne peut être annulée.

Dans les scènes de tir, Headdy a le choix entre trois différentes têtes, il peut en changer en touchant leur icône volant.
- Tête de fusée - Tire un laser tout droit, qui traverse les ennemis.
- Tête aérienne - Tire dans trois directions et permet à Headdy de se retourner (et donc attaquer ce qui se trouve derrière lui)
- Tête de plume - Tire une nuée d'oiseaux vers l'ennemi.

## Personnages
Les noms des personnages sont présentés sous la forme Nom US/Nom Japonais.
- Headdy - Le héros. Sa tête peut être lancée dans toutes les directions et interchangée avec d'autres têtes dotées d'autres pouvoirs.
- Heather - Une fille dont le physique est proche de celui de Headdy, à la différence que ce n'est pas sa tête mais ses mains qui sont détachées de son corps. C'est elle qui ramasse les clés des Keymasters battus pas Headdy.
- Dark Demon - Un empereur du mal qui souhaite contrôler le monde des marionnettes.
- Trouble Bruin/Maruyama - Un chat-marionnette marron (violet dans la version japonaise) qui ne recule devant rien pour détruire Headdy qu'il considère comme "lui volant la vedette".
- Headcase/Mokkun - Un ami de Headdy. Il apparait un peu partout avec un lot de têtes qui défilent et qu'Headdy peut équiper en le frappant.
- Hangman/Fukkun - Un autre ami de Headdy. Il est suspendu sur de nombreuses plateformes permettant à Headdy de s'y hisser en lui lançant sa tête dessus. On peut également le trouver sur des plateformes mobiles qu'Headdy peut attirer vers lui de la même façon.
- Beau/Yakkun - Le troisième ami de Headdy. Au cours des affrontements contre des boss, il montre leur point faible en criant "Target" (cible, en français).
- Bino - Un étrange personnage aux grandes oreilles, le frapper rapporte souvent un Secret Bonus Point.
- Mad Dog/Bounty Boundy - Le premier Keymaster. Un énorme chien-jouet. Il attaque en lançant des ballons, des chenilles et des bombes. Son point faible se trouve dans sa queue.
- Wooden Dresser/Jacqueline Dressy - Le second Keymaster. Un grand mannequin de bois (comme ceux utilisés en dessin) qui peut changer de vêtements et donc de capacités à volonté. Son point faible est son cœur, situé sous les vêtements a détruire désignés par Beau.
- Spinderella/Motor Hand - Le troisième Keymaster. Une grosse balle rouge avec des bras extensibles. Son point faible est le moteur dans son dos.
- Baby Face/Mitsuru - Le quatrième Keymaster. Une tête de bébé volante. Au fil des dégâts devient une tête de garçon, d'homme et enfin de vieillard. Ses attaques changent en même temps que son visage.
- Gatekeeper/Nasty Gatekeeper (Yazoyoi/Izayoi) - Un robot qui garde le château de Dark Demon. Après qu'Heather lui ai lancé dans le dos les clés de chacun des Keymasters précédemment vaincus, il se fâche et tenant Heather dans une pince, frappe violemment Headdy de l'autre. Dans la version japonaise, c'est une geisha qui remplace le robot.
- Twin Freaks/Rever Face Un visage. Quand il est vert il est content et se déplace à vitesse normale. Mais quand il est rouge il est en colère et se déplace plus vite tentant d'écraser Headdy contre le décor. Son point faible est son oreille.

## Équipe de développement

### Japon
- Producteur : Kafuichi
- Programmeur principal : Masato Maegawa
- Programmeurs : Keiji Fujita, Srk, Yoshiyuki Matsumoto (Yaiman)
- Programmeur additionnel : Kazuhiko Ishida
- Conception des personnages : Kouichi Kimura, Makoto Ogino
- Conception des décors : Kouichi Kimura, Kaname Shindoh
- Guest designer : Tenkabito
- Producteur son : Nazo² Suzuki
- Effets sonores : Satoshi Murata
- Compositeurs musique : Katsuhiko Suzuki, Yasuko, Kouji, Aki Ata, Norio Hanzawa (Non)
- Relations publiques : Hiroyuki, Take
- Directeur : Hiroshi Asoh
- Remerciements : Pp, Etsuko
- Interprètes : Shinobu Shindoh, James Spahn

### États-Unis
- Producteur : Max Taylor
- Testeurs : Ben Szymokowiak, Maria Tuzzo, Darin Johnston, Matt McKnight, Rey Alferez, Alex Villagran, Fernando Valderrama, Christine Watson, Aaron Hommes, Jeff Loney, Mark Griffin, Kim Rogers, Atom Ellis, Alex Fairchild, John Jansen, Janine Cook, David Forster, Ben Cureton, Jeff Kessler, Dave Martin, Greg Vogt, Mark Paniagua
- Interprète : Jill Alexander
- Manager : Pamela Kelly

## Différences entre versions[3]
Il existe de grosses différences entre la version japonaise et la version américaine / européenne, en particulier au niveau du graphisme de certains boss ou mini-boss, qui ont été complètement changés d'une version à l'autre. Dans la version japonaise, certains boss sont représentés sous les traits de personnages en apparence inoffensif (une poupée par exemple) et dans la version américaine, ont été mis sous l'apparence de robots. Certaines couleurs du jeu ont aussi été changés. La version japonaise étant dans des couleurs encore plus vives que les autres. Par exemple Trouble Bruin/Maruyama est en marron dans la version américaine / européenne, alors qu'il est violet dans la version japonaise.
Dans la version américaine / européenne, les noms des niveaux ont également été changés et la quasi-totalité des dialogues ont été supprimés. En outre, la version originale japonaise est plus facile que les autres versions, ce qui est inhabituel dans ce sens.